# Nowiecki Młyn

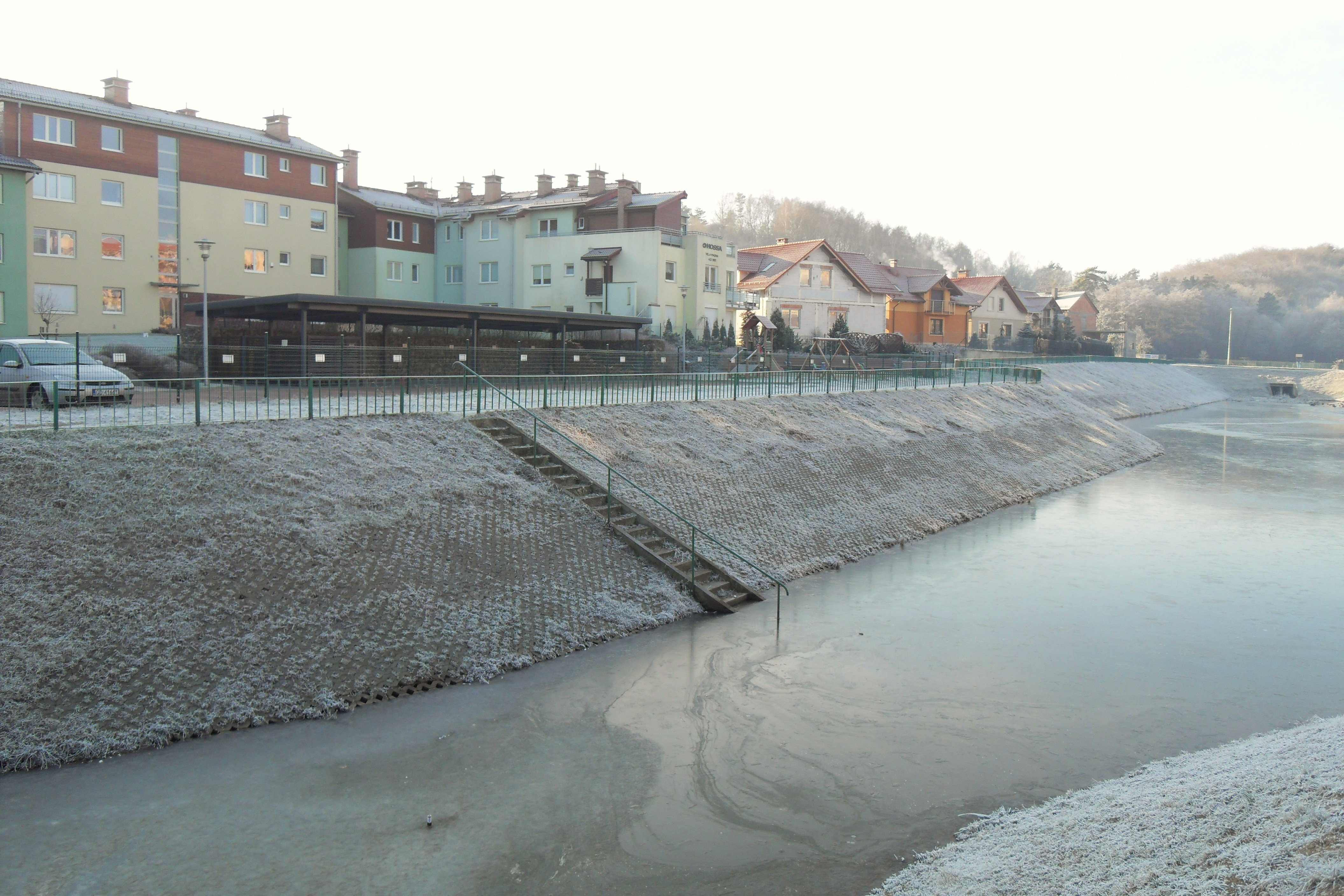
Nowiecki Młyn i zbiornik Nowiec II

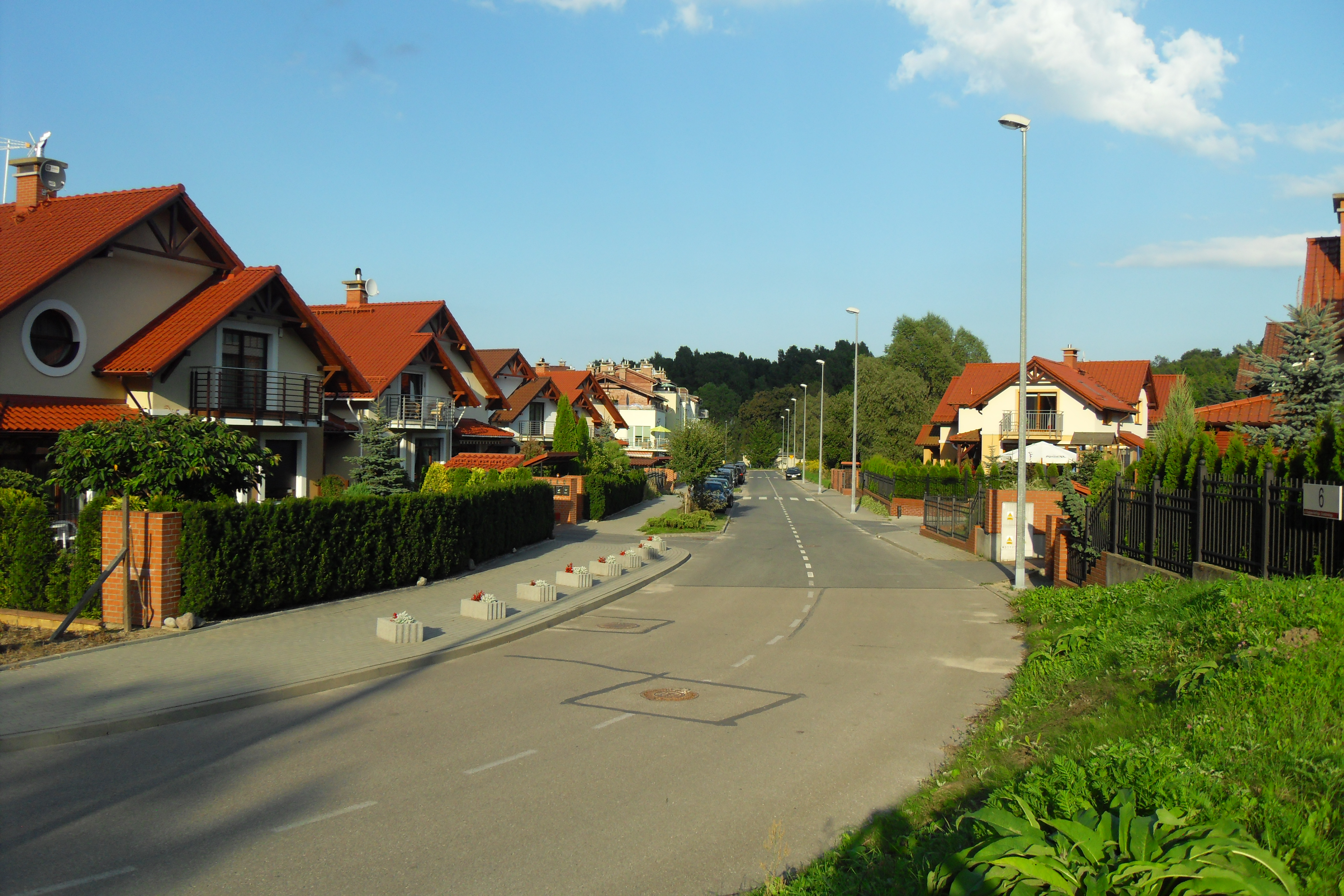
Ul. Herlinga-Grudzińskiego

Nowiecki Młyn (dawniej: kaszb. Nôwcz-Młën, niem. Nawitz Mühle) – dawna przymłyńska osada w Gdańsku, nad Strzyżą na obszarze dzielnicy Brętowo, przy dzisiejszej ulicy Herlinga-Grudzińskiego.